# Le Soupçon (film, 1975)
Pour les articles homonymes, voir Le Soupçon et Le Suspect.
Pour plus de détails, voir Fiche technique et Distribution.
Le Soupçon (titre original : Il sospetto) est un film italien dramatique réalisé par Francesco Maselli en 1975.

## Synopsis
Le fascisme contraint la direction du Parti communiste italien à s'établir à Paris. En Italie, les arrestations de militants déciment l'organisation. Emilio est envoyé en mission, dans la région de Turin, pour mettre hors d'état de nuire les dénonciateurs. Mais il sera bientôt arrêté avec ses camarades...

## Fiche technique
- Titre original : Il sospetto
- Titre de travail : Missione nell'Italia fascista[1]
- Titre français : Le Soupçon[2] ou Le Suspect
- Réalisation : Francesco Maselli
- Scénario : Francesco Maselli, Franco Solinas
- Photographie : Giulio Albonico, Technicolor
- Musique : Giovanna Marini
- Sociétés de production : Cinericerca, Italnoleggio Cinematografico
- Durée : 111 min
- Pays d'origine : Italie
- Dates de sortie :
  - 20 février 1975 (première, Milan)
  - 1er mars 1975 (Rome)
  - 14 avril 1976 ( France)

## Distribution
- Gian Maria Volonté : Emilio
- Annie Girardot : Teresa
- Renato Salvatori : Gavino Pintus
- Felice Andreasi : Alessandri
- Pietro Biondi : Dirigente dell'OVRA
- Antonio Casale : 	Resta
- Annabella Cerliani : Donna dell'agenzia
- Bruno Corazzari : Tommaso Lenzini
- Guido De Carli : Libero Ferrante
- Ernesto Colli : Party Functionary in Paris
- Franco Balducci : Party Functionary with red shirt
- Luciano Bartoli : Giovane operaio
- Mario Garriba
- Gabriele Lavia : Giacomo La Rosa